# Geelparelbaardvogel
De geelparelbaardvogel (Tricholaema hirsuta) is een vogel uit de familie Lybiidae (Afrikaanse baardvogels).

## Verspreiding en leefgebied
Deze soort komt voor in centraal en westelijk Afrika en telt vier ondersoorten:
- T. h. hirsuta: van Sierra Leone tot het zuidelijke deel van Centraal-Nigeria.
- T. h. flavipunctata: van zuidelijk Nigeria tot centraal Gabon.
- T. h. angolensis: van zuidelijk Gabon tot noordelijk Angola.
- T. h. ansorgii: van oostelijk Kameroen en oostelijk Congo-Kinshasa tot westelijk Kenia en noordwestelijk Tanzania.